# Verkstaden Herkules industrimuseum
Verkstaden Herkules industrimuseum är en tidigare smedja och mekanisk verkstad i Gransholm i Öja socken i Växjö kommun.
Verkstaden Herkules har rötter som smedja från början av 1800-talet. Maskinerna i verkstaden är från tidigt 1900 och drivs med remdrift.
Vid verkstaden står 1700-talsryggåsstugan "Lillstugan" från torpet Ängsjö, som flyttades 1942 till Öja från Engaholm och har inretts som hembygdsmuseum med gamla möbler och bruksting från olika tidsperioder.   

## Historik
Peter Adam Bergius (1758–1826) grundlade 1802 Gransholms pappersbruk och uppförde också ett corps de logi. Vid mitten av 1800-talet ägdes bruket av Johan Wahlqvist, också ägare av Wahlqvistska Klädesfabriken i Växjö, som anlade en smedja, i vilken Carl-Magnus Andersson så småningom blev smedmästare. Hans son Gustaf Hallberg började 1913 tillverka sten- och stubbrytaren Herkules, med vilken utväxlingskraften i några kugghjul ersatte muskelkraft.  Den tillverkades i omkring 30 000 exemplar mellan 1913 och 1945, och användes inte minst vid vägbyggen som arbetsstödsprojekt, så kallade AK-arbeten, under 1920- och 1930-talen.  